# Milada Solnařová-Cífková
Milada Solnařová-Cífková (rozená Cífková, 13. prosince 1875 Praha – ?) byla česká tenistka, průkopnice zastoupení žen ve sportu, jedna z vůbec prvních českých tenistek.

## Život

### Mládí
Narodila se v Praze jako jedno z celkem patnácti dětí v rodině pražského hoteliéra a restauratéra Antonína Cífky (1824–1891), pocházejícího z Budyně nad Ohří, a jeho manželky Marie Schneiderové (1834–1886). Její otec založil a vedl jeden z nejvýznamnějších hotelů v tehdejší Praze, hotel U černého koně (Zum schwarzen Ross), který sídlil ve třítraktovém domě čp. 860/II, čp. 862/II a čp. 864/II na rohu ulic Senovážné a Na příkopě 24–28. Dále v Loděnicích u Berouna dal vysadit vinice, ze kterých dodával víno do hostince, a kde také Milada se sourozenci vyrůstala. Zde z otcovy iniciativy vznikly také tenisové tenisové kurty, pravděpodobně první v českých zemích. Stejně jako její bratři Karel a Josef, i Milada začala tenis aktivně hrát.

### Sport
Po smrti Antonína Cífky roku 1891 převzal vedení rodinných hotelů syn Karel Cífka, který později provozoval také zahradní restauraci na Štvanici, blízko zdejších tenisových kurtů. Milada Cífková se patrně se svými bratry či např. sportovním nadšencem Josefem Rösslerem-Ořovským podílela na spoluzaložení Prvního českého lawn-tenis klubu v Praze, jehož prvním předsedou se stal Karel Cífka. Klub uspořádal roku 1896 na štvanických kurtech první mezinárodní tenisovou soutěž v českých zemích, jejíž součástí byl mj. turnaj o titul tenisového mistra Království koruny české, ve které ale pro první ročník nebyla zřízena kategorie žen. Milada se po vyhlášení turnaje žen příštího roku zúčastnila v říjnu 1895 druhého ročníku této tenisové události, kde se jí podařilo zvítěžit v kategorii mistryně Království českého. Zúčastnila se také dalšího ročníku konaného koncem zíří 1896 na Švanici. Soutěže se toho dále zúčastnily tenistky Hedwiga Rosenbaumová či Gustava Rösslerová, sestra Rösslera-Ořovského. Ve stejném turnaji nastoupila také k dalším kláním, mj. k titulu o mistryni Královského hlavního města Prahy (2. nebo 3. místo) či v ženské a smíšené čytřhře.
V roce 1897 se provdala jako Solnařová. Nadále se pak účastnila přinejmenším pražských tenisových turnajů, dle pramenů prokazatelně ještě roku 1909.

### Rodina
Z Miladiných sourozenců byli veřejnosti známí: Jindřich (1857–1912) podnikatel, od r. 1904 spolumajitel hotelu U černého koně; Josef Cífka (1867–1948), důstojník rakouské c. a k. armády a rovněž průkopník českého tenisu, Antonín Cífka (1870–1940), sládek a akcionář Smíchovského pivovaru; synovec Jindřich (* 1884), průmyslník, spoluvlastník hotelu U černého koně.